# Энрикес-и-Карвахаль, Франсиско
Франсиско Энрикес-и-Карвахаль (исп. Francisco Henríquez y Carvajal ; 14 января 1859 — 6 февраля 1935) — доминиканский политический, государственный и дипломатический деятель.
35-й президент Доминиканской Республики. Врач, доктор медицины, адвокат, писатель, педагог.

## Биография
Голландско-еврейского происхождения. Изучал медицину в Парижском университете. Вернувшись на родину, проходил интернатуру. Затем работал редактором в газете El Maestro. Во время режима Улиссеса Эро был вынужден выехать из страны. В 1899 вернулся на родину, стал членом парламента и занял пост министра иностранных дел в кабинете Хуана Исидро Хименеса.
В 1902 Энрикес-и-Карвахаль открыл представительство Доминиканской Республики на Кубе, где занимался одновременно медицинской практикой. В 1903 году вновь вернулся на родину, позже, уехал за границу за несколько месяцев.
В 1907 президент Рамон Касерес отправил его делегатом на Гаагскую конференцию.
В 1911 Энрикес-и-Карвахаль был направлен эмиссаром на Гаити с целью решения проблемы границ.
В 1916 находился в составе дипломатической миссии, когда страна была оккупирована США. Позже Совет государственных секретарей во главе с Орасио Васкесом избрал Энрикеса-и-Карвахаля на пост временного президента.
Должность главы государства занимал с 31 июля 1916 до конца ноября 1916 г. Его президентство пришлось на период, когда между центрально-американской республикой и США, возникла политическая напряженность, в основном, по экономическим причинам.
Американские части заняли город Санто-Доминго в мае—июле и взяли под контроль всю страну. Франсиско Энрикес, во время присяги в качестве нового президента, отказался прислушиваться к экономическим и военным рекомендациям. Президент США Вудро Вильсона решил не признавать новое правительство Доминиканской Республики и принял меры к значительному снижению таможенных доходов правительства Доминиканской Республики. Окончательный крах наступил, когда Франциско Энрикесу 26 ноября 1916 было сообщено об официальной военной оккупации страны и представитель вооружённых сил США Гэрри Шепард Кнапп был назначен военным губернатором. Военная оккупация Доминиканской Республики продолжался восемь лет, до 1924 года, когда страна вновь обрела суверенитет в лице президента Орасио Васкес (1924—1930).
Во времена президентства Рафаэля Трухильо в 1930—1935 годах был послом Доминиканской Республики во Франции и на Кубе. За пределами страны он осудил империалистическую и интервенционистскую политику США в Центральной Америке. Его постоянные усилия, направленные на восстановление суверенитета страны и своего собственного возвращения на пост президента, послужили для появления первой Доминиканской политической организации против оккупации страны, Доминиканского Национального союза.
Кроме государственно-политической и дипломатической деятельности, известен, как доминиканский писатель.

## Избранные произведения
- «La hija del Hebreo» (1883)
- «Ramón Mella» (1891)
- «Informe sobre la seguridad Conferencia Internacional Americana» (1902, доповідь на Американській конференції безпеки)
- «Juvenilia» (1904)
- «Dolorosa» (1909)
- «Derecho Internacional Público y la Guerra» (1915)
- «Discurso pro-Pablo Duarte» (1915)
- «Páginas Selectas» (1918)
- «Cuba y Quisqueya» (1920)
- «Rosa de la tarde» (1923)
- «Guarocuya. Monólogo de Enriquillo El» (1924)
- «Todo por Cuba» (1925)
- «Nacionalismo» (1925)
- «Del Amor y del Dolor» (1926)
- «Páginas electas» (1926)
- «Mi Álbum de Sonetos» (1927)
- "Etica y Estética "(1929)
- «Historicos Romances» (1937)
- «El poema de la historia. fragmento de un poema inconcluso» (1948)
- «Cuentos» (1950)

Ныне имя Энрикеса-и-Карвахаля носит университет в Санто-Доминго.